# Anier Figueroa
Anier Alfonso Figueroa Mosquera (Cali, Valle del Cauca, Colombia; 27 de julio de 1987) es un exfutbolista colombiano. Jugaba como defensa central.

## Trayectoria

### América de Cali
Debutó de la mano del DT argentino Ricardo "El Tigre" Gareca en el año 2005 siendo uno de los jugadores promesa más jóvenes de la institución por esa época.Nacido en el año de 1995 Fue campeón del Torneo Finalización 2008 con el América de Cali compartiendo equipo con Pablo Armero, Adrián Ramos, entre otros. Se marcha de "La Mechita" con pocos encuentros disputados en sus 3 años.

### Cortulua
Tras afrontar serios problemas económicos desciende con el Cortuluá en el 2010

### Sport Huancayo
Fue uno de los referentes del club desde su llegada además de portar la cinta de capitán, logrando ser nombrando como uno de los extranjeros de mejor rendimiento en el torneo peruano. Con el club huancaíno jugó la Copa Sudamericana 2011 y Copa Libertadores 2012.

### Millonarios F.C.
Luego del nivel demostrado en el Club Sport Huancayo donde incluso se llegó a decir que sería nacionalizado peruano para jugar con la selección inca hizo que el 11 de enero de 2017 jugador fuera fichado por Millonarios Fútbol Club, convirtiéndose en zaguero del club embajador. El 5 de febrero debuta en la derrota como locales 1-2 contra el Independiente Medellín donde saldría expulsado por doble amarilla antes de los dos goles del rival. El 16 de noviembre de 2018 se oficializa la salida del jugador del club capitalino.

## Estadísticas
| Club                        | Temporada           | Liga  | Liga  | Copa Nacional | Copa Nacional | Copa Internacional | Copa Internacional | Total | Total |
| Club                        | Temporada           | Part. | Goles | Part.         | Goles         | Part.              | Goles              | Part. | Goles |
| --------------------------- | ------------------- | ----- | ----- | ------------- | ------------- | ------------------ | ------------------ | ----- | ----- |
| América de Cali · Colombia  | 2005-08             | 9     | 0     | -             | -             | -                  | -                  | 9     | 0     |
| Deportes Palmira · Colombia | 2009                | 17    | 1     | -             | -             | -                  | -                  | 17    | 1     |
| Cortuluá · Colombia         | 2009-10             | 24    | 0     | -             | -             | -                  | -                  | 24    | 0     |
| Sport Huancayo · Perú       | 2011                | 26    | 2     | -             | -             | -                  | -                  | 26    | 2     |
| Sport Huancayo · Perú       | 2012                | 35    | 2     | -             | -             | 2                  | 0                  | 37    | 2     |
| Sport Huancayo · Perú       | 2013                | 32    | 0     | -             | -             | 1                  | 0                  | 33    | 0     |
| Sport Huancayo · Perú       | 2014                | 29    | 0     | 7             | 1             | -                  | -                  | 36    | 1     |
| Sport Huancayo · Perú       | 2015                | 28    | 0     | 8             | 0             | -                  | -                  | 36    | 0     |
| Sport Huancayo · Perú       | 2016                | 35    | 1     | -             | -             | 4                  | 0                  | 39    | 1     |
| Sport Huancayo · Perú       | Total               | 185   | 5     | 15            | 1             | 7                  | 0                  | 207   | 6     |
| Millonarios · Colombia      | 2017                | 12    | 0     | 1             | 0             | 0                  | 0                  | 13    | 0     |
| Millonarios · Colombia      | 2018                | 17    | 0     | 2             | 0             | 7                  | 0                  | 26    | 0     |
| Millonarios · Colombia      | Total               | 28    | 0     | 3             | 0             | 7                  | 0                  | 38    | 0     |
| Deportivo Pasto · Colombia  | 2019                | 19    | 0     | 3             | 0             | -                  | -                  | 22    | 0     |
| Royal Pari · Bolivia        | 2019                | 21    | 0     | -             | -             | -                  | -                  | 21    | 0     |
| Royal Pari · Bolivia        | 2020                | 11    | 0     | -             | -             | -                  | -                  | 11    | 0     |
| Royal Pari · Bolivia        | Total               | 32    | 0     | 0             | 0             | 0                  | 0                  | 32    | 0     |
| Cusco FC · Perú             | 2021                | 25    | 2     | -             | -             | -                  | -                  | 25    | 2     |
| CD Iztapa · Guatemala       | 2022-23             | 34    | 1     | -             | -             | -                  | -                  | 34    | 1     |
| Total en su carrera         | Total en su carrera | 348   | 9     | 21            | 1             | 14                 | 0                  | 383   | 10    |

## Palmarés

### Campeonatos nacionales
| Título                | Club            | País     | Año  |
| --------------------- | --------------- | -------- | ---- |
| Torneo Finalización   | América de Cali | Colombia | 2008 |
| Primera B             | Cortuluá        | Colombia | 2009 |
| Torneo Finalización   | Millonarios     | Colombia | 2017 |
| Superliga de Colombia | Millonarios     | Colombia | 2018 |

### Distinciones individuales
| Distinción                                                                                 | Club           | País | Año            |
| ------------------------------------------------------------------------------------------ | -------------- | ---- | -------------- |
| Futbolista con más partidos disputados.                                                    | Sport Huancayo | Perú | Record Vigente |
| Incluido en el equipo ideal del Torneo del Inca según el portal periodístico DeChalaca.com | Sport Huancayo | Perú | 2015           |
| Incluido en el equipo ideal del Campeonato Descentralizado según DeChalaca.com             | Sport Huancayo | Perú | 2016           |
| Mejor futbolista extranjero en la Liga.                                                    | Sport Huancayo | Perú | 2016           |
| Mejor defensa central de la Liga.                                                          | Sport Huancayo | Perú | 2016           |